# Johann Heinrich Peters
Johann Heinrich Peters (getauft am 2. Februar 1697 in Braunschweig; † 22. März 1754 ebenda) war ein deutscher Steinbildhauer.

## Leben und Werk
1729 ist er in Wernigerode nachweisbar, wo er die Witwe des Hofbaumeisters Drößel heiratete und das Bürgerrecht in Nöschenrode erwarb. Da der erste Ehemann seiner Frau kurz zuvor verstorben war, lag es nah, dass Peters dessen Werkstatt weiterführte und für die Grafen zu Stolberg-Wernigerode Bildhauerarbeiten vornahm, so in der St.-Sylvestri-Kirche und mehrere Grabmäler, so für Gräfin Maria Elisabeth zu Stolberg-Wernigerode. Bis 1738 hielt er sich in Wernigerode auf, dann ging er nach Braunschweig zurück.
Von Peters stammt der Sarkophag in der Krypta des Braunschweiger Domes für den bei Soor am 30. November 1745 gefallenen Braunschweiger Herzog Albrecht, einen Bruder des Herzogs Karl I. Nicht nur den Alabaster hierfür lieferte ein Marmormeister Schwerin aus Blankenburg, er arbeitete das Werkstück auch aus und polierte es aller Wahrscheinlichkeit nach. Vermutlich hat Peters’ Sohn Heinrich August Peters, ebenfalls Steinbildhauer, nach dem Entwurf seines Vaters die bildhauerischen Arbeiten ausgeführt und vollendet. Gesichert ist die Aufstellung des Sarkophags durch Heinrich August Peters nach dem Tod des Vaters, er übernahm auch die väterliche Werkstatt.

## Einzelnachweis
1. ↑  Johann Heinrich Peters und Heinrich August Peters. In: P. J. Meier: Das Kunsthandwerk des Bildhauers in der Stadt Braunschweig seit der Reformation. 1936, S. 108–109  (leopard.tu-braunschweig.de).

| Personendaten    | Personendaten            |
| ---------------- | ------------------------ |
| NAME             | Peters, Johann Heinrich  |
| ALTERNATIVNAMEN  | Peters                   |
| KURZBESCHREIBUNG | deutscher Steinbildhauer |
| GEBURTSDATUM     | getauft 2. Februar 1697  |
| GEBURTSORT       | Braunschweig             |
| STERBEDATUM      | 22. März 1754            |
| STERBEORT        | Braunschweig             |